# Mályinka
Mályinka ist eine ungarische Gemeinde im Kreis Kazincbarcika im Komitat Borsod-Abaúj-Zemplén.

## Geografische Lage
Mályinka liegt in Nordungarn, 41 km westlich von Miskolc.
Nachbargemeinden sind Bánhorváti 11 km, Dédestapolcsány 4 km, Nagyvisnyó 7 km, Nekézseny 11 km und Tardona 7 km.
Die nächste Stadt ist Ózd 29 km von Mályinka entfernt.

## Sehenswürdigkeiten
- Aussichtsturm (Begyeleg kilátó)
- Nationalpark Bükk (Bükki Nemzeti Park) in der Nähe
- Reformierte Kirche und hölzerner Glockenturm

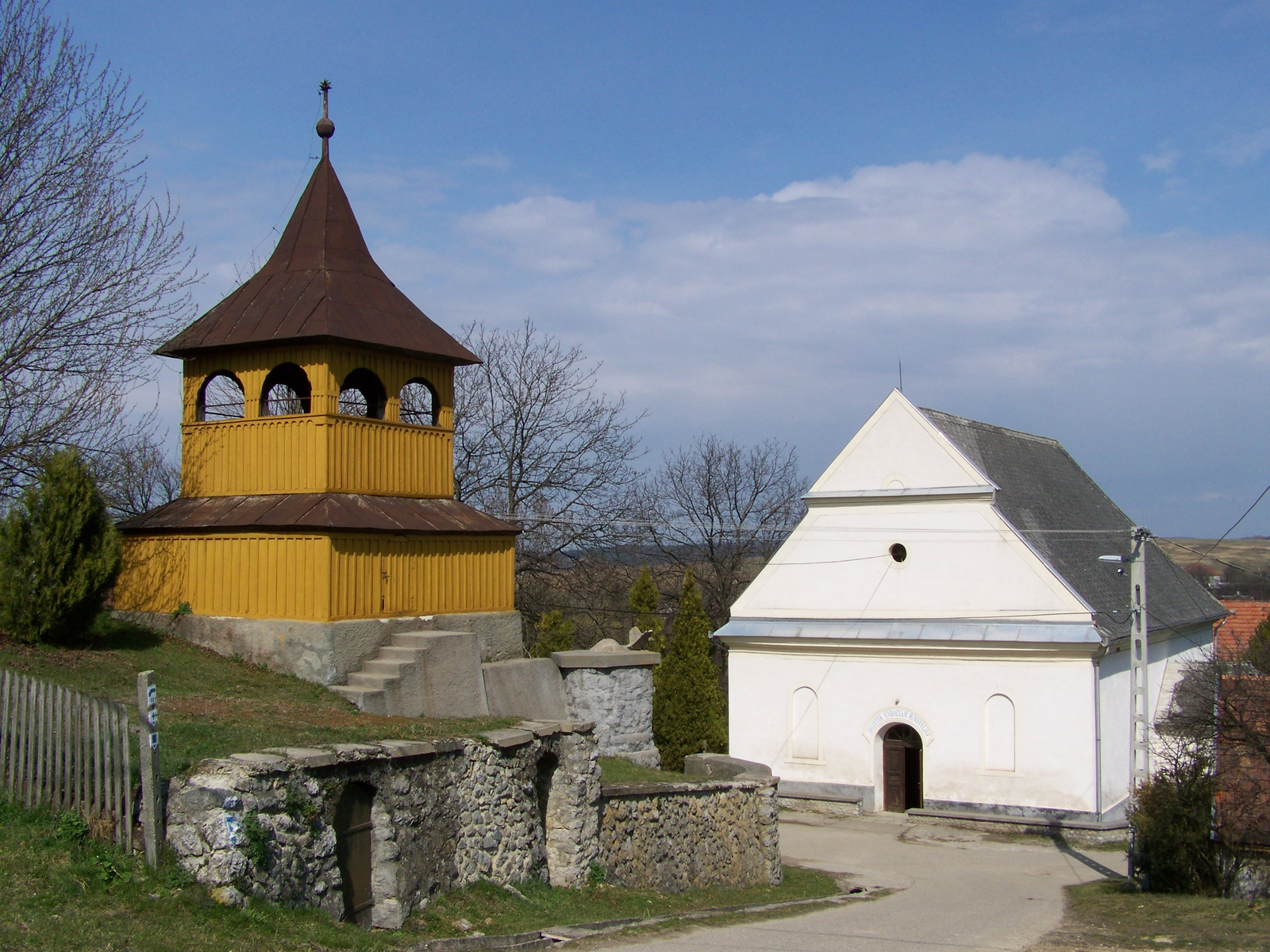
Reformierte Kirche und Glockenturm

## Verkehr
Durch Mályinka verläuft die Landstraße Nr. 2513. Der nächstgelegene Bahnhof befindet sich nordöstlich in der Stadt Kazincbarcika.